# Liu Aixiang
Liu Aixiang (3 d'abril de 1966) és una esportista xinesa que va competir en judo, guanyadora d'una medalla de bronze al Campionat Mundial de Judo de 1986 en la categoria de –72 kg.

## Palmarès internacional
| Campionat Mundial | Campionat Mundial           | Campionat Mundial | Campionat Mundial |
| Any               | Lloc                        | Medalla           | Categoria         |
| ----------------- | --------------------------- | ----------------- | ----------------- |
| 1986              | Maastricht ( Països Baixos) | 3                 | –72 kg            |